# Парламентские выборы в Эстонии (1940)
Вы́боры в Ри́йгиволикогу (нижнюю палату парламента) Эстонии 1940 года прошли 14 и 15 июля 1940 года. К участию в выборах не было допущено большинство кандидатов, не входящиx в Союз Трудового Народа Эстонии (СТНЭ) (эст. Eesti Töötava Rahva Liit (ETRL)). Выборы проходили с нарушением законов и Конституции, а результаты были сфальсифицированы.

## Предыстория
Провал создания системы коллективной безопасности в Европе во второй половине 1930-х годов привёл к подписанию 23 августа 1939 года соглашения между СССР и нацистской Германией с секретными договорённостями о разделе Восточной Европы. После начала Второй мировой войны и раздела Польши советские власти в ультимативной форме потребовали от Эстонии заключения пакта о взаимопомощи с размещением в Эстонии советских войск. Договор был подписан 28 сентября 1939 года. В начале июня 1940 года СССР выдвинул обвинения в неисполнении пакта эстонским правительством, после чего под угрозой военного нападения потребовал немедленного ввода в Эстонию дополнительного контингента советских войск и формирования нового правительства с участием советских представителей. Ультиматум был принят и 17 июня 1940 года в Таллин вступили советские войска.
В тот же день премьер-министр Юри Улуотса подал президенту Константину Пятсу заявление об отставке. Формирование нового правительства проходило под прямым руководством посланного в Эстонию в качестве уполномоченного представителя СССР секретаря ЦК ВКП(б) Андрея Жданова. Согласно планам Кремля смена власти в Эстонии, как и в других странах Балтии, советизация и присоединение к СССР должны были пройти формально легитимным и демократическим путём. Для этого требовалось провести решения через новый парламент.

## Перед выборами
21 июня 1940 года в Эстонии произошёл государственный переворот: президент Пятс под диктовку Жданова назначил новое правительство во главе с Йоханнесом Варес-Барбарусом.
5 июля в 10 часов утра прошло заседание нового правительства на котором в первый и последний раз присутствовал президент Константин Пятс. Премьер-министр Барбарус попросил Пятса подписать указ о срочном проведении выборов в Рийгиволикогу (Государственную думу). В нарушение действовавшей Конституции, президент подписал соответствующий указ о внесении изменений в закон выборах в парламент страны. В соответствии с этим указом, срок представления кандидатов на выборы был сокращён с 35 до 3 дней:25-26. В этот же день правительство приняло решение о роспуске обеих палат парламента и о проведении новых парламентских выборов через 10 дней. Также 5 июля был образован главный комитет выборов (эст. Valimiste Peakomitee), председателем которого утвержден вновь назначенный министр юстиции Фридрих Ниголь.

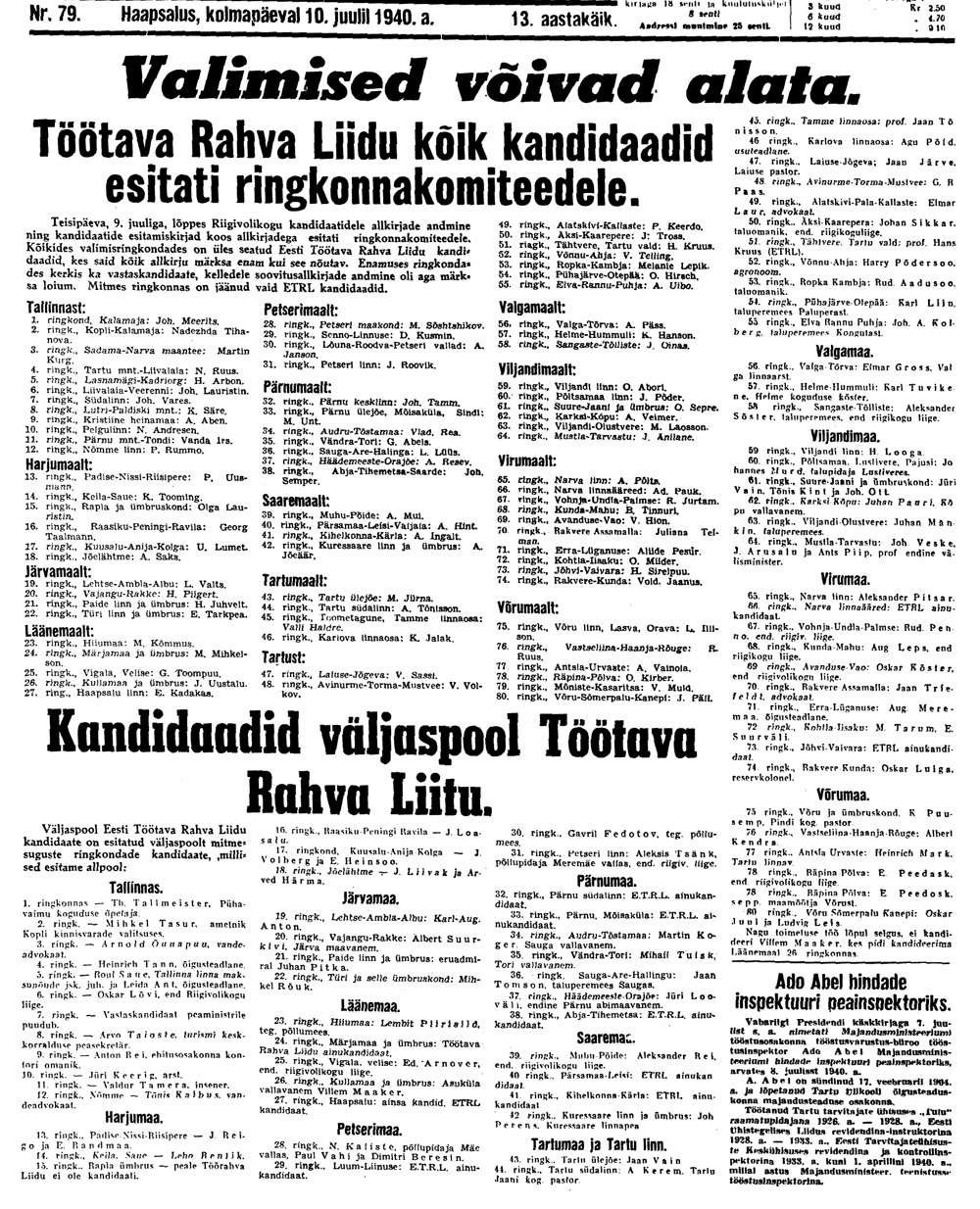
Вырезка из газеты «Lääne Elu» от 10 июля 1940 года: список кандидатов в Рийгиволикогу

Организации левого крыла политического спектра создали избирательный блок под названием «Союз Трудового Народа Эстонии» (СТНЭ), в который вошли профсоюзы, Союз сельских трудящихся, Коммунистический союз молодёжи и другие, а также вышедшая из подполья Коммунистическая партия. Условия проведения выборов строились таким образом чтобы обеспечить их безальтернативный характер. Главная задача созданных избирательных комиссий, состоявших в основном из коммунистов была в том чтобы не допустить к выборам кандидатов, не входящих в СТНЭ.
Поздно вечером 9 июля (последний день представления кандидатов на выборы), в экстренном порядке прошло заседание правительства. На нём в избирательный кодекс было внесено изменение с требованием об обязательном предоставлении своей предвыборной платформы кандидатами в Рийгиволикогу. Юристы правительства предупредили о возможном нарушении действующей конституции, но приказ в итоге был составлен. Срок на предоставление своих предвыборных программ был установлен на 14:00 часов следующего дня. О принятии закона посредством телефонной связи сразу же было сообщено в избирательные округа но сами кандидаты смогли узнать об этом решении только утром 10 июля.
Формально право баллотироваться имели представителям всех партий, что отличало выборы от предыдущих, во время которых Коммунистическая партия Эстонии и радикально-националистическое Движение участников Освободительной войны были запрещены. Однако из представленных 18 избирательных списков к выборам допущен был только один — от СТНЭ.
Участие в выборах приняло самое большое за всю предыдущую историю Эстонии число избирателей. Избирательное право было предоставлено 703 059 гражданам, что было на 62 933 человека (или на 10 %) больше, чем на выборах 1938 года.

## Выборы
Голосование прошло 14 и 15 июля (воскресенье-понедельник). Из 80 кандидатов, выдвигавшихся вне СТНЭ, 17 сняли свои кандидатуры, 1 арестовали и 58 не были допущены к участию в выборах (всего 76 человек). Причины, по которым кандидаты не были допущены к выборам, были следующими: представленная предвыборная программа скопирована с программы СТНЭ (нововведение, о том что программы не могут содержать похожие речевые обороты, было принято правительством 10 июля), провокационное содержание предвыборной программы, криминальное прошлое, антисоветская деятельность, а также то, что не все кандидаты смогли собрать требуемые 50 подписей в свою поддержку.
Выборы прошли в 80 округах для голосования. Для проведения выборов было создано 1350 отделений. В это же время проходили выборы в Латвии и Литве.
Выборы прошли с нарушениями действующих законов, в том числе конституции, а результаты были фальсифицированы
Так, всем участникам голосования ставилась специальная отметка в паспорт. Тайное голосование отсутствовало, поскольку бюллетень надо было опускать в урну на глазах членов избирательных комиссий.

## Результаты
| Партия                   | Партия                        | Голосов | %      | Мест получено |
| ------------------------ | ----------------------------- | ------- | ------ | ------------- |
|                          | Союз трудового народа Эстонии | 548 631 | 100,00 | 80            |
| Всего                    | Всего                         | 548 631 | 100,00 | 80            |
| Недействительных голосов | Недействительных голосов      | 42 399  | 7,17   |               |
| Всего голосов            | Всего голосов                 | 591 030 | 100,00 | 80            |
| Явка избирателей         | Явка избирателей              | 703 059 | 84,07  |               |
| Источник:Uudisleht       |                               |         |        |               |

18 июля были объявлены результаты. В выборах приняли участие 591 030 человек или 84,1 % от имеющих право голоса граждан. За кандидатов СТНЭ проголосовал 548 631 человек или 92,9 % от числа голосовавших. Все 80 мест в Рийгиволикогу достались кандидатам от СТНЭ.

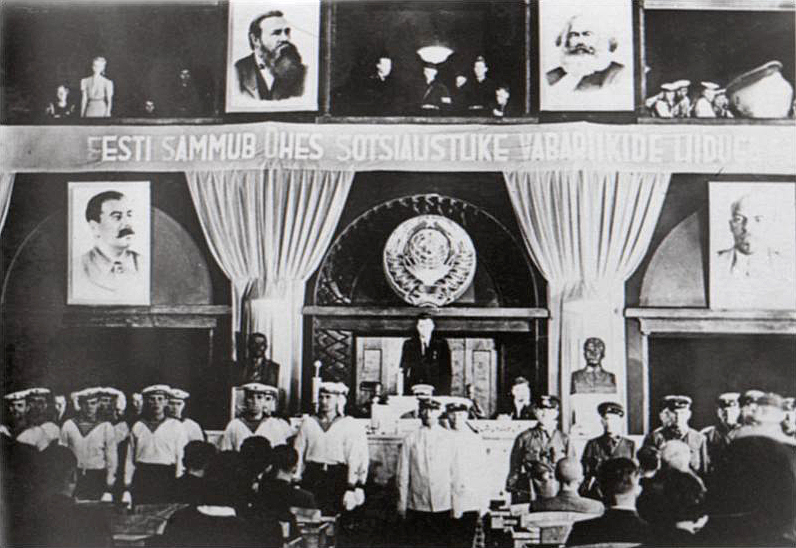
Делегации Красной армии и Балтийского флота на первом заседании Рийгиволикогу Эстонии, июль 1940 года

В голосовании приняло участие на 144833 человека, или на 33 % избирателей больше, чем на выборах 1938 года. В сравнении с выборами 1938 года за кандидатов Союза трудового народа было подано на 132 % или на 312783 голоса больше, чем собрали избранные кандидаты в 1938 году. В 1938 году каждый из 80 депутатов Государственного собрания был избран в среднем голосами 2948 избирателей, а в 1940 году — голосами 6858 избирателей. Таким образом, каждый из 80 депутатов Государственного собрания, избранный в 1940 году, имел поддержку избирателей, которая в 2,3 раза превышала поддержку депутатов Государственного собрания, избранных в 1938 году.
Историки Индрек Паавле и Тоомас Хийо характеризуют новый парламент как «марионеточный».

### Исследования результатов
Во время немецкой оккупации, в мае 1942 года под руководством Арнольда Соома было проведено исследование документов по выборам, хранившимся в центральном архиве Эстонии. Значительных отклонений от официальных цифр найдено не было, однако было отмечено, что было незначительно занижено количество граждан, имевших право голоса (по Харьюмаа — 13-18 %, в целом по Эстонии 4 %). То есть, реально в выборах принимало участие не 84,1 %, а 80,066 % граждан, имевших право голоса. На некоторых бюллетенях были обнаружены надписи, по-видимому, сделанные людьми, которых не устраивали сами выборы. Примеры надписей:
Мне нечего выбирать. Вы всё уже сами решили своим запугиванием. Избиратель.
Да здравствует наш президент г. Пятс. Жданов со своей бандой вон из Таллина и со свободной земли Эстонии. Где остальные кандидаты? Это и есть свобода?